# リー・フランシス

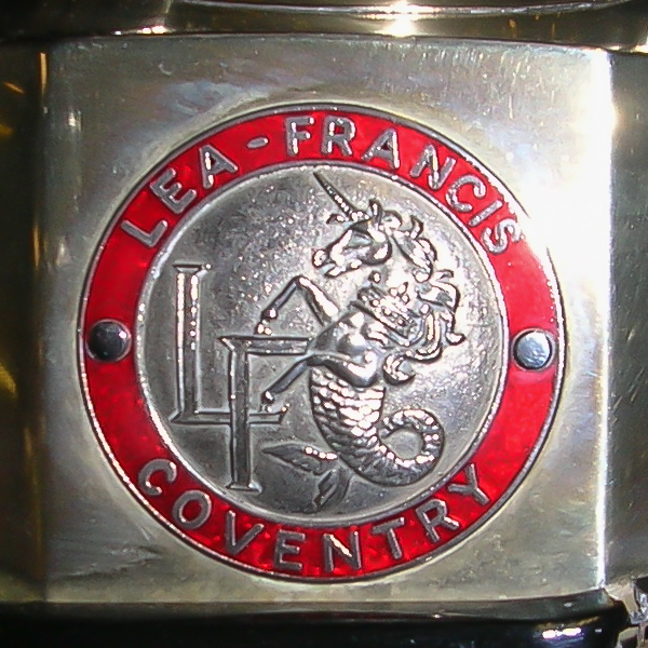
リー・フランシス社のラジエターに取り付けられたバッジ。社の略称「LF」と、海馬を組み合わせたものである

リー・フランシス (Lea-Francis) は、かつて存在したイギリスの自動車メーカー。
19世紀末に自転車メーカーとして創業、オートバイメーカーを経て、第一次世界大戦後には比較的小規模なアッセンブリー自動車メーカーとなった。1920年代から1930年代にかけては高性能な上級小型車を製作、イギリスのレース界で縦横に活躍した。しかし大手メーカーの攻勢に抗しきれず、第二次世界大戦後の1954年までに一般市販車の製造を終了した。ブランドは紆余曲折を経て2000年代まで使用されている。

## 歴史
リチャード・ヘンリー・リーとグラハム・イングルスビー・フランシスは1895年にコヴェントリーで自転車の製造を始める。1903年には自動車の製造を始め、1911年にはオートバイも手がける。リー・フランシスは当初シンガー社のライセンスを受けて車を生産した。1919年になると彼らはコンポーネントを購入し、自身の車の生産を始めた。
1922年からリー・フランシスはサウスポートのバルカンと提携して製造と販売を行った。バルカンはリー・フランシスに車体を供給し、その見返りにギアボックスとステアリングギアの供給を受けた。バルカン設計（および製造）の2種の6気筒エンジン搭載車はリー・フランシス14/40および16/60として販売され、同様にバルカンブランドでも販売された。この提携は、バルカンが自動車の製造を停止する1928年まで続けられた。

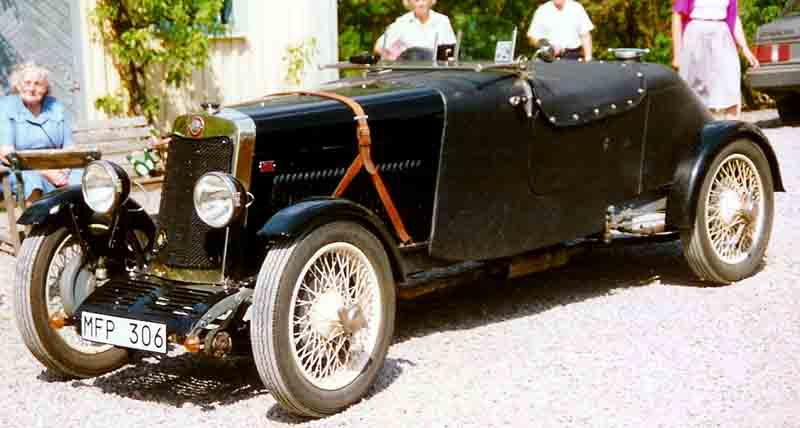
1928年 ハイパー

スポーツカーのイメージは1925年頃のハイパーやエース・オブ・スペード（エンジンのカムカバー断面の形状による通称）から登場した。ハイパー（またはSタイプと呼ばれる）はイギリス初のスーパーチャージャー搭載車両で、1.5リッターメドウズエンジンを搭載した。ハイパーは1928年のアルスターTTで優勝した。アルスターTTは北アイルランドの公道コース、アーズ・サーキットで30周（13.5-マイル (21.7 km)）の距離で行われ、優勝したのは伝説のドライバーと呼ばれるケイ・ドンであった。レースには25万人の観客が訪れ、リー・フランシスの勝利はしっかりと記録された。
保守的だがバランスの良いシャーシ設計に、強力なエンジンを組み合わせたリー・フランシス車は、レースフィールドで大いに活躍し、タフネスかつスポーティなブランドイメージを確立したものの、肝心の財務状況は良くならなかった。会社は1937年にジョージ・リークおよびR.H.ローズのような元ライレーのメンバーによって改組された。ローズはライレー12/4によく似たツインカムシャフト・OHVレイアウトの新型エンジンをリー・フランシス用に設計した。12HPおよび14HP（実際には12.9HP）エンジンは1937年に導入され、1939年に第二次世界大戦が始まるまで生産された。戦争が始まると同エンジンの生産は停止し、工場は戦争のための生産に注力し始めた。
戦後の自動車生産は1946年、戦前設計車を元に改良した物から始められた。14HPのサルーンおよびスポーツカーは豪華でスポーティーな車であり、人気もありかつ高価であった。
最終的に独立したフロントサスペンションと油圧ブレーキを導入して改良されたシャシーは、1950年には18HPのサルーンおよび2.5リッターのスポーツカーに使用され、どちらもよりパワフルな2.5リッターエンジンが搭載された。だが主力のサルーンは、R.H.ローズがかつてライレーで設計した同級エンジン搭載の量産車ライレー・RMシリーズと真っ向から競合するクラスで、ほぼ同等性能のRMに比べ5割も高価であり、競争力に乏しかった。1952年以来アールズ・コートで行われていた生産は、1954年に再び停止した。
14HPのスポーツシャシーの多くはコンノート・エンジニアリングに売却され、それらはL2およびL3スポーツレーシングカーとなった。コンノートはフォーミュラ2用レーシングエンジンを開発し、リー・フランシスの設計を元にしたシングルシータ-レーシングカーのAタイプに搭載した。

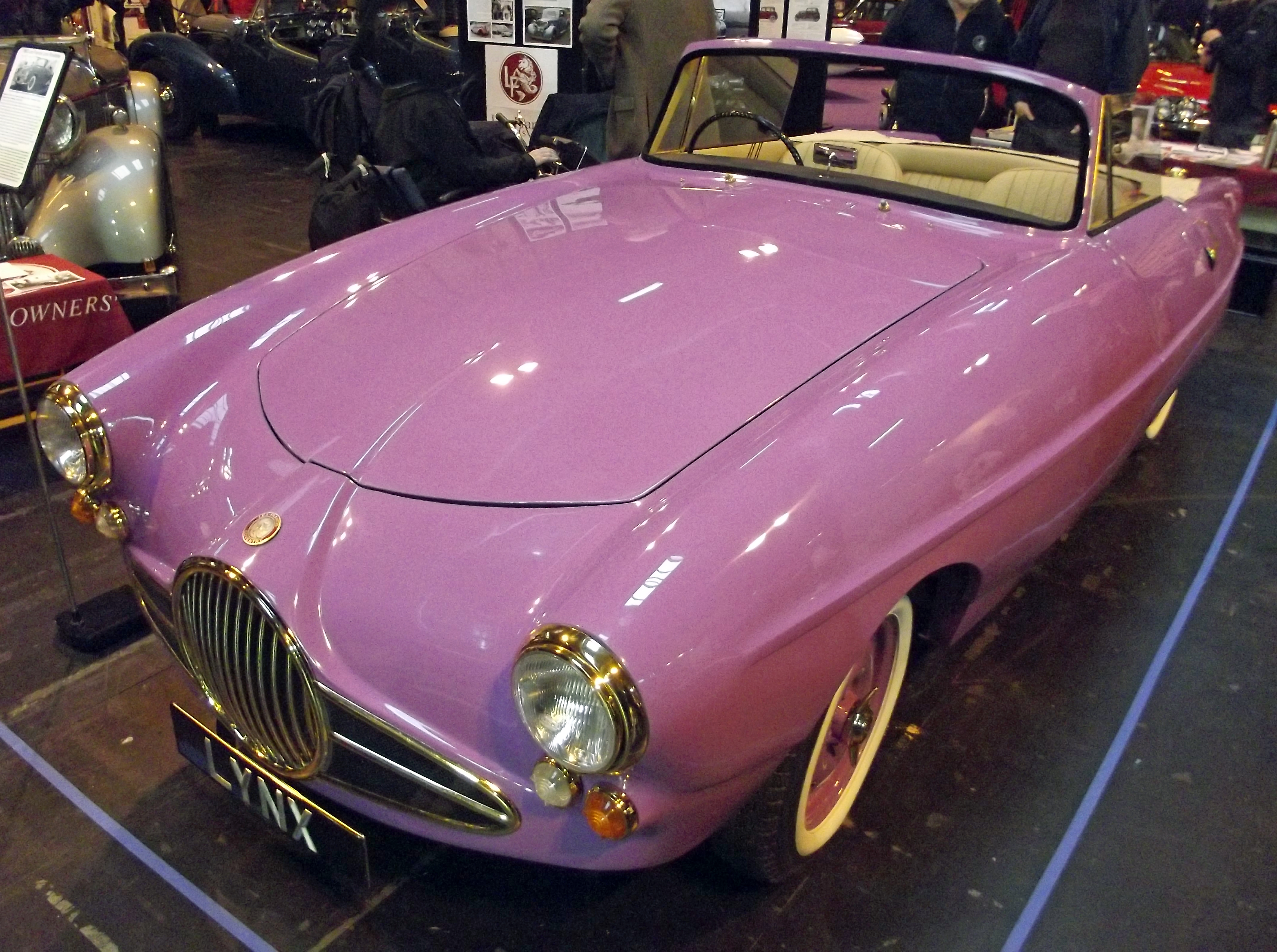
リー・フランシス・リンクス

リー・フランシスはいくつかの注目すべきオートバイや車が織りなす歴史を持っていたが、定期的に財政難が訪れた。ヒルフィールズの生産拠点は1937年に放棄され、新たな会社に売却された。会社はコヴェントリーのマッチ・パーク・ストリートに移転し、同所で1962年まで営業を続けたが、最終的に倒産した。
リー・フランシスは操業を停止するまでほぼ10,000台の車を生産した。人々は1960年に生産されたリンクスを誰が購入するかに注目した。リンクスは3台が生産され、全てプロトタイプであった。チューブフレームの2+2ロードスターで、フォード・ゼファー用の2.6リッター直列6気筒エンジンを搭載した。イギリスのモーターショーに展示された車両は、藤色に塗られ、金色のトリムで装飾がなされていた。強力なエンジンと4輪独立懸架の組み合わせは高度だったが、円形のラジエータグリルに代表される奇怪なスタイリングは酷評を受け、リー・フランシスの復活は成らなかった。
同社が所有する車の部品は1962年に債権者に手渡され、リー・フランシスは自動車生産事業から手を引いた。会社の資産は部品メーカーのクイントン・ヘイゼル株式会社が購入し、リー・フランシスのブランド名はバリー・プライス社が購入した。プライス社は現存する車両に対するサービスと部品販売を継続し、リー・フランシスのブランド名で「エース・オブ・スペード」と呼ばれる車を生産している。これはジャガーのエンジンを搭載した2シータークーペである。

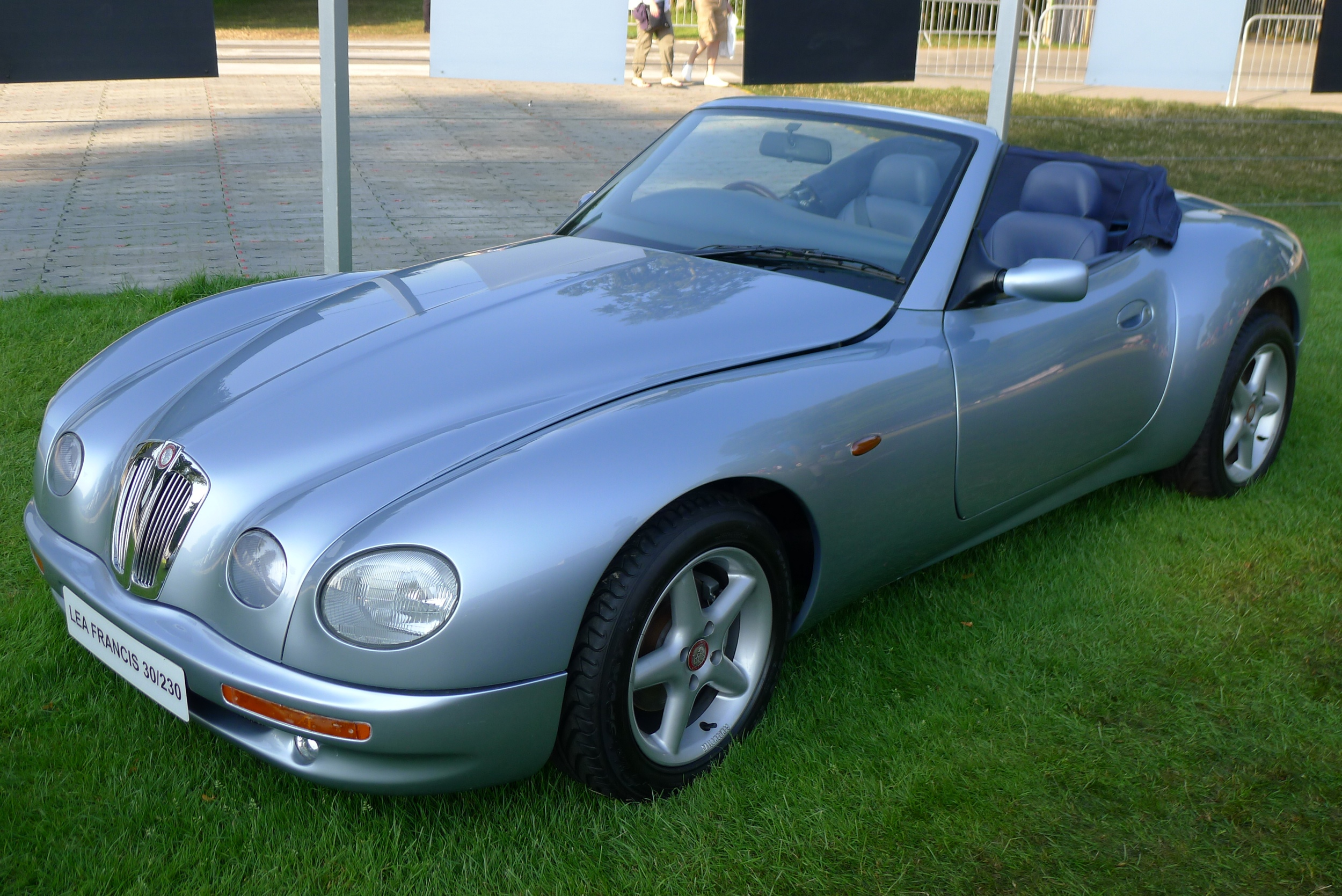
リー・フランシス 30/230 プロトタイプ

1998年にジェームズ・ランドルが設計した30/230と呼ばれるスポーツカーがモーターショーに展示され、リー・フランシスの名前が復活するのでは無いかと信じられた。しかしながら、プロトタイプが生産されただけで、計画は放棄された。

## 生産車種
| モデル名                              | エンジン                 | 製造年    | 生産台数 |
| ------------------------------------- | ------------------------ | --------- | -------- |
| 15                                    | 3,500 cc 3気筒           | 1905–1906 |          |
| 13.9                                  | 2,297 cc 直列4気筒       | 1920      |          |
| 11.9                                  | 1,944 cc 直列4気筒       | 1920–1922 |          |
| Nine (Type C)                         | 1,075 cc 直列4気筒       | 1920-1922 |          |
| 10 and 12 (Types D to O)              | 1,247/1,496 cc 直列4気筒 | 1923-1930 | 2350     |
| 12 (Types P to W)                     | 1,496 cc 直列4気筒       | 1927-1935 | 1700     |
| 14/40 (and Type T)                    | 1,696 cc 直列6気筒       | 1927-1929 | 350      |
| 16/60                                 | 1,990 cc 直列6気筒       | 1928-1929 | 67       |
| Hyper 1.5 Litre Supercharged (Type S) | 1,496 cc 直列4気筒       | 1928-1931 | 185      |
| 2 Litre Ace of Spades                 | 1,991/2,244 cc 直列6気筒 | 1930-1936 | 67       |
| 12 and 13                             | 1,496/1,629 cc 直列4気筒 | 1938–1940 | 83       |
| 12                                    | 1,496 cc 直列4気筒       | 1946-1947 | 13       |
| 14                                    | 1,767 cc 直列4気筒       | 1946-1954 | 2133     |
| 14 estate                             | 1,767 cc 直列4気筒       | 1946-1953 | 916      |
| 14 Sport                              | 1,767 cc 直列4気筒       | 1947-1949 | 118      |
| 14/70                                 | 1,767 cc 直列4気筒       | 1948-1951 | 162      |
| 18                                    | 2,496 cc 直列4気筒       | 1949-1954 | 69       |
| 2.5 Litre                             | 2,496 cc 直列4気筒       | 1949–1953 | 77       |
| Lynx                                  | 2,553 cc 直列6気筒       | 1960      | 3        |
| Ace of Spades                         | ジャガー 直列6気筒       | 1980-1990 | 6        |

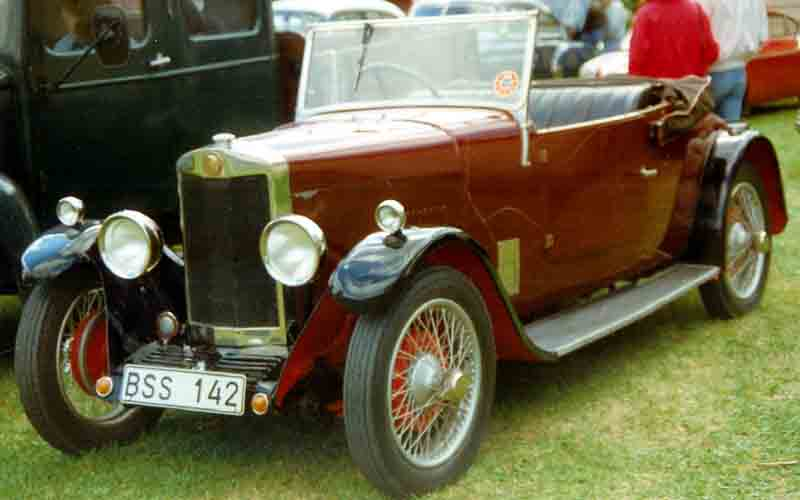
1929年 11.9 Pタイプ

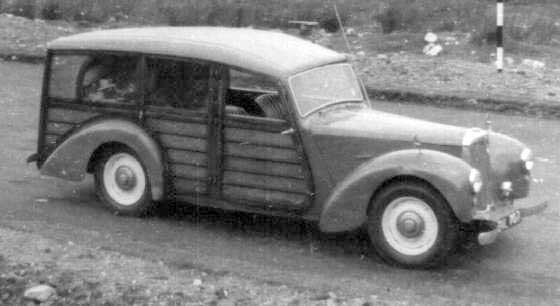
1951年 14エステート　当時のイギリスにおける高価な自動車税を免れるため、新車時点では窓なしのバンボディを架装したもの。ユーザーの手に渡ってから荷室窓をガラスに取り換えた。当時のイギリス製中級車でしばしば見られた事例

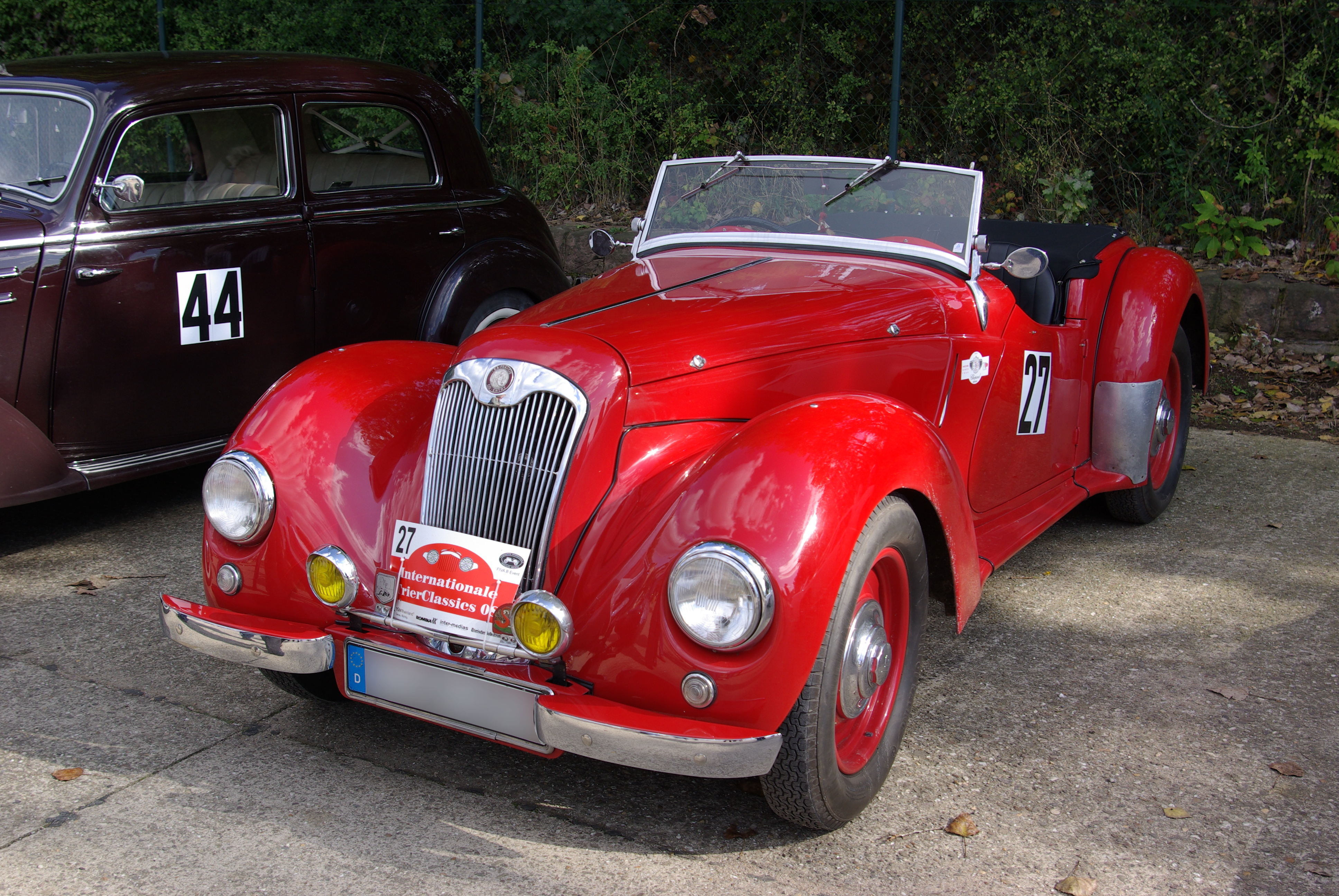
1949年 14スポーツ

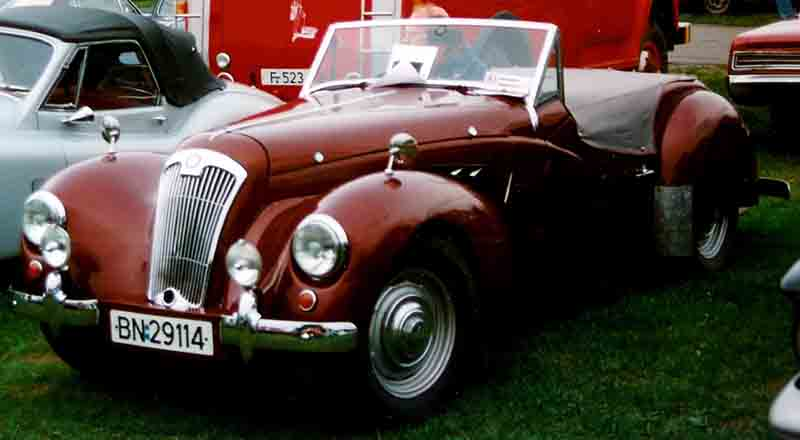
1950年 2.5リッター スポーツ

今日リー・フランシス・オーナーズクラブには340名のメンバーが所属、420台が所有される。リー・フランシスの車は多くの国に輸出されたため、世界中のどこかに数多く存在すると思われる。

## 参照
脚註
1. ↑  Flammang, James M. (1994). Standard Catalog of Imported Cars, 1946-1990. Iola, WI: Krause Publications, Inc.. p. 369. ISBN 0-87341-158-7
2. ↑  Lawrence, Mike (1991). A to Z of Sports Cars. Bideford, Devon: Bay View Books. p. 187. ISBN 1-870979-81-8
3. ↑  Lawrence, pp. 187-188
4. ↑  Lawrence, p. 188

典拠
- The Lea Francis Story by Barrie Price, Veloce Publishing, 1998 ISBN 1-901295-01-X